# Protogoniops ocellaris
Protogoniops ocellaris là một loài ruồi trong họ Tachinidae.